# 一本木関門

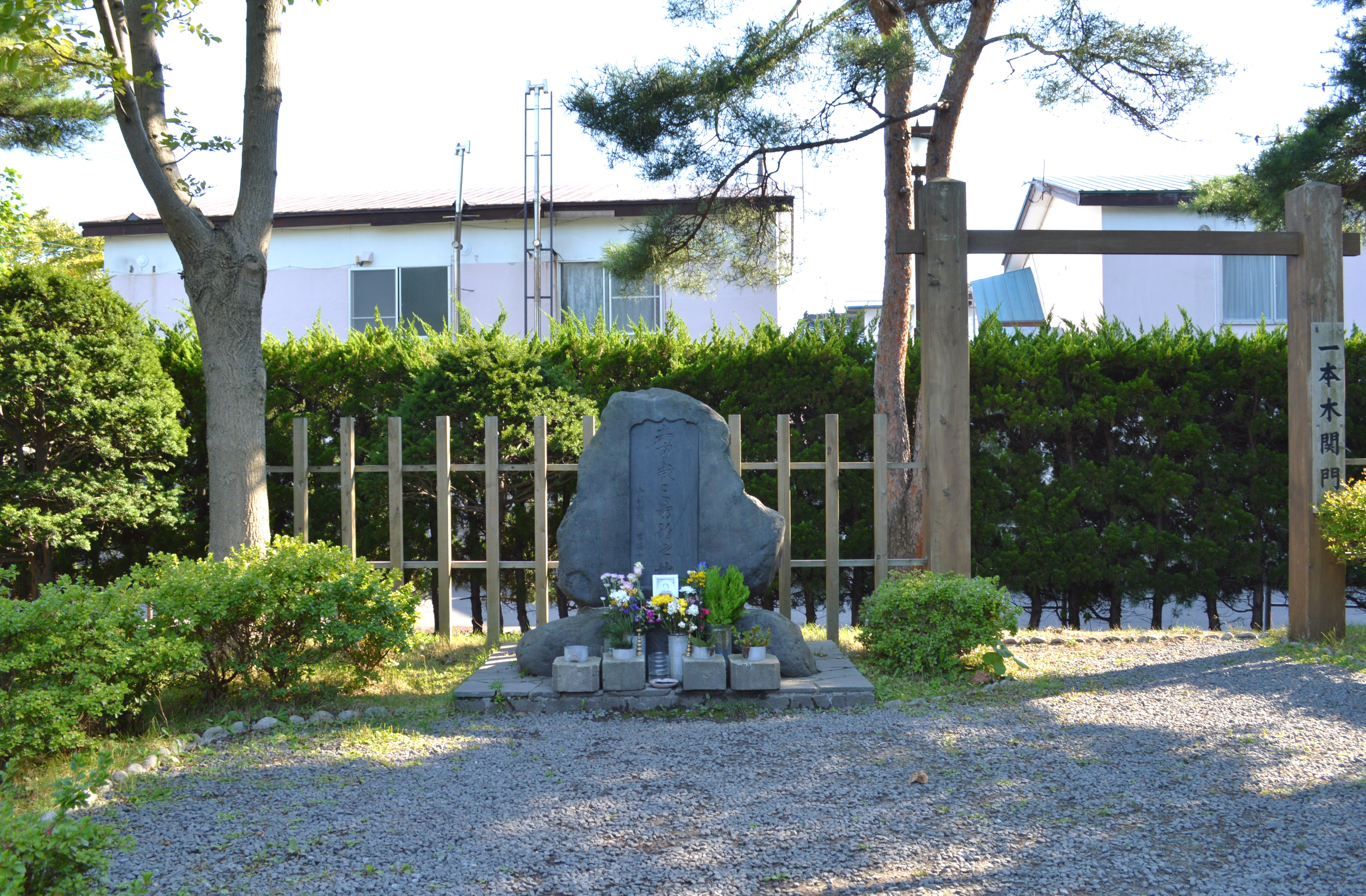
関門と土方歳三最期の地碑

一本木関門（いっぽんぎかんもん）とは、現在の北海道函館市若松町にあった関所である。

## 概要
1868年（明治元年）11月頃に五稜郭を占拠した旧幕府軍により市中取締強化で大森浜から函館港側まで柵を設け、柏の大木が一本あったことから「一本木」と呼ばれていた地に関所を設け、通行人を改めて旅行者は1人に付き160文、地元民は24文の通行税を課した。
小杉雅之進の「麦叢録」に基づく有力と考えられている一本木関門説によると、戊辰戦争中の1869年6月20日（明治2年5月11日）、旧幕府軍の幹部土方歳三が箱館にある新政府軍の包囲で孤立していた弁天台場を救出しようと一隊を率いて五稜より進撃を試みたが、この関門付近にて土方自身が腹部を撃たれて落馬した。そばにいた新撰組隊士で土方の側近の沢忠助が抱き上げたが無言だったという。知らせを受けた松平太郎が諸隊を率いて救出に向かい、数度接戦に及んだが、最終的に五稜郭へ兵を引揚げざるをえなかった。ただ、土方が戦死した場所は他に鶴岡町説と十字街異国橋説があり、関連小説の影響の可能性もありはっきりしていない。
2023年（令和5年）現在、函館市総合福祉センター（旧・函館市立若松小学校）敷地には最後の地を示す碑と一本木関門を想像再現した関門が置かれている。